# Medalha Osório - O Legendário
Medalha Osório - O Legendário é uma condecoração honorífica brasileira.
Instituída pelo Decreto no 6.618, de 23 de outubro de 2008, e regulada pela Portaria nº 957, de 10 de dezembro 2008, do Comandante do Exército.
A Medalha Marechal Osório - O Legendário recebeu esta denominação em homenagem ao Marechal Osório - Marquês do Herval, que revelou-se, no campo de batalha, como um chefe que fascinava pela coragem e pelo esplendor físico e que, pelo exemplo, empolgava e liderava seus subordinados. Nele concorriam todos os dotes físicos e morais que entusiasmam os exércitos no frenesi dos combates: o porte altaneiro e expressão marcial, era intrépido sem ser temerário.
Destina-se a premiar os militares do Exército que, apresentando excelente desempenho funcional e irrepreensível conduta civil e militar, tenham se destacado por seu excepcional preparo físico, demonstrado pelos resultados dos sucessivos testes de aptidão física (TAF) realizados, ou por sua participação como integrante de representações desportivas em competições nacionais ou internacionais.
Poderão ser condecorados, também, militares do Exército e de outras forças e civis nacionais e estrangeiros que tenham prestado relevantes serviços ao desporto no Exército, tornando-se credores de homenagem especial da Força.